# Jang Min-hee
Jang Min-hee (안산?; Incheon, 5 aprile 1999) è un'arciera sudcoreana specialista dell'arco ricurvo.
Ha vinto la medaglia d'oro nella gara a squadre femminile alle Olimpiadi estive del 2020 tenutesi a Tokyo.

## Carriera sportiva
Ha gareggiato ai Campionati mondiali giovanili di tiro con l'arco 2019 a Madrid dove ha vinto due medaglie d'oro, nella gara a squadre femminile e nella gara mista, e una medaglia di bronzo nella competizione individuale.
Ha fatto il suo debutto olimpico alle Olimpiadi di Tokyo del 2020. Con le sue compagne di squadra Kang Chae-young e An San, ha vinto la medaglia d'oro nella gara a squadre femminile. Il team, che ha stabilito il nuovo record olimpico di 2032 punti nel ranking round, ha superato prima l'Italia e la Bielorussia per poi battere in finale il Comitato Olimpico Russo con un netto 6-0.
Due mesi dopo ai Campionati mondiali di tiro con l'arco 2021 svoltisi a Yankton, negli Stati Uniti, si è aggiudicata la medaglia d'oro nella gara individuale battendo in finale la statunitense Casey Kaufhold in tre set. Ha inoltre vinto l'oro nella gara a squadre femminile, contribuendo al raggiungimento di un nuovo record per la Corea del Sud, divenuta il primo Paese a vincere tutte e cinque le gare di arco olimpico in una singola rassegna iridata.
A marzo 2024 è giunta la notizia della sua esclusione dalla rosa dei 16 arcieri coreani qualificati per le Olimpiadi di Parigi 2024.

## Palmarès
- Giochi olimpici

 Oro nella gara a squadre femminile a Tokyo 2020
- Campionati mondiali di tiro con l'arco

 Oro nella gara individuale a Yankton 2021
 Oro nella gara a squadre femminile a Yankton 2021